# Édouard Pascaud
Pour les articles homonymes, voir Pascaud.
Édouard Pascaud, né le 22 octobre 1876 et mort le 12 avril 1956 à  Chasseneuil-sur-Bonnieure (Charente), est un homme politique français.

## Biographie
Élu municipal dès 1901 à Chasseneuil, il sera d'abord conseiller municipal, maire et conseiller général du canton de Saint-Claud de 1913 à 1941. Il est député radical de la Charente de 1928 à 1940.

## Sources
- « Édouard Pascaud », dans le Dictionnaire des parlementaires français (1889-1940), sous la direction de Jean Jolly, PUF, 1960 [détail de l’édition]